# Derolathrus atomus
Derolathrus atomus is een keversoort uit de familie Jacobsoniidae. De wetenschappelijke naam van de soort is voor het eerst geldig gepubliceerd in 1908 door Sharp in Sharp & Scott.